# Squigglevision
Squigglevision (читается «скуиглвижн», от англ. squiggle — писать каракулями; изгибать) — это запатентованный метод компьютерной анимации, в соответствии с которым контуры объектов непрерывно колеблются. Эту технику изобрёл Том Снайдер из Tom Snyder Productions, его продюсерская компания Soup2Nuts позднее применила её в нескольких успешных мультсериалах.
По сравнению с рисованной мультипликацией Squigglevision является относительно простой и быстрой техникой. Непрерывное движение «дрожащих» контуров уменьшает потребность в более сложной анимации для придания сцене ощущения динамичности. Том Снайдер описывает результат как «экономию движения». «Недостатки практически отсутствуют, — заявляет Снайдер. — Сделать сцену с вертолётом стоит ровно столько же, сколько и сцену в гостиной». Тем не менее, некоторые зрители описали Squigglevision как отвлекающий и раздражающий стиль, а некоторые даже утверждали, что от него начинаются головные боли. В мультсериале «Домашнее видео» Squigglevision использовался в первом сезоне, но затем от него отказались из-за критики со стороны зрителей и экспертов.
Для того, чтобы получить эффект колеблющихся линий, аниматоры из Tom Snyder Productions выстраивают пять слегка отличающихся рисунков в последовательность, которую они назвали flick (резкое движение). Затем аниматоры используют программное обеспечение Avid Technology для соединения «фликов» в сцену и синхронизации их со звуковой дорожкой.

## Мультсериалы, созданные в Squigglevision
- Доктор Кац
- Science Court (позже переименованный в Squigglevision)
- Домашнее видео (первый сезон)
- Dick and Paula Celebrity Special

## Другие сериалы с подобным стилем анимации
- BB3B
- Roobarb
- Эд, Эдд и Эдди
- Stickin' Around